# Sonali Bendre
Sonali Bendre (सोनाली बेंद्रे) est une actrice indienne, née le 1er janvier 1975 à Bombay.
Repérée par son agent à l'âge de 19 ans, elle débute au cinéma face à Govinda dans la romance dramatique Aag (1994), recevant pour l'occasion le Filmfare Award du meilleur espoir féminin. 
Sonali Bendre commence ainsi à jouer dans plusieurs productions de Bollywood avant d'obtenir le rôle de Radhika dans Diljale en 1996 au côté de la superstar Ajay Devgan qui la révèle au public. Suivent les succès populaires Major Saab (1998), Hum Saath-Saath Hain : We Stand United et  Sarfarosh (1999) qui lui permettent de consolider sa carrière et de devenir l'une des actrices phares de la fin des années 1990 et du début des années 2000. Elle a fait ses débuts dans le cinéma tamoul avec le film Kadhalar Deenam en 1999.
Elle est considérée comme une grande actrice et une des actrices indiennes de plus aimées. Sa beauté est décrite comme angélique.

## Biographie personnelle
Née à Bombay, au sein d'une famille hindoue du Mahārāshtra, Sonali Bendre fréquente le lycée St crois[Quoi ?] à Thane avant d'obtenir l'équivalent du baccalauréat et se consacrer au mannequinat. 

### Débuts (1994-1995)
En 1994, à l'âge de 19 ans, Sonali Bendre tourne dans son premier film tenant le rôle principal dans cette comédie dramatique intitulée Aag, où elle donne la réplique à Govinda. Le long métrage est un succès critique et grâce à sa performance elle remporte le Filmfare Award du meilleur espoir féminin. La même année sort sur les écrans Naaraaz, une production de Mukesh Bhatt réalisé par Mahesh Bhatt. Elle joue le second rôle féminin aux côtés de Mithun Chakraborty et Pooja Bhatt, mais le film est un échec au box-office. 
En 1995 Sonali Bendre enchaîne les échecs avec The Don, Gaddar et Takkar. Seul le film Bombay lui permet de rester sous les projecteurs.

### Succès en demi-teinte (1996-1999)
Ses  échecs consécutifs ne mettent pas en danger sa carrière car elle réussit à décrocher un rôle dans English Babu Desi Mem au côté de Shahrukh Khan. Même si le film est attendu, il échoue commercialement.
Puis un film marque un tournant dans sa carrière : Diljale, où elle joue le rôle de Radhika, une jeune femme sensible qui se retrouve impliquée dans les événements de la guerre. Le long métrage est un succès et les propositions affluent. Ses deux films suivants, Sapoot et Rakshak, sont toutefois des échecs commerciaux. De plus, elle tient le second rôle féminin face à une Karisma Kapoor qui semble plus expérimentée. 
En 1997, elle partage l'affiche du film de Deepak Shivdasani, Bhai, avec Sunil Shetty et Pooja Batra. Elle y interprète le rôle de Menu, un véritable garçon manqué. Le film est un succès aussi bien critique que commercial.
Toujours en 1997, Bendre tient l'un des rôles principaux du drame Qahar, de Rajkumar Kohli, avec également Sunil Shetty et Armaan Kohli. Le film est un succès critique et public avec  6.10 crore[Quoi ?]. Seul Tarazu est un échec commercial. Néanmoins à cette époque, Bollywood s’intéresse plus au rendement qu'à la critique, ce qui permet à Sonali Bendre de continuer sa carrière sans encombre.
L'année suivante est une année charnière pour l'actrice. Elle est en effet à l'affiche de 6 films. Keemat, où elle partage la vedette avec Saif Ali Khan et Akshay Kumar, fait un flop. Sonali Bendre retrouve Shahrukh Khan dans Duplicate ; bien que très attendu, le film a des résultats médiocre au box-office. Son troisième film, Major Saab, est un succès. Elle partage l'affiche avec Ajay Devgan et Amitabh Bachchan ; l'actrice interprète le rôle de Nisha, sœur d'un gangster qui tombe amoureuse d'un homme de l'armée. Ses trois autres films, Humse Badhkar Kaun,Angaaray et Zakhm, échouent commercialement, ce qui a pour conséquence de raréfier les propositions. 
En 1999, Bendre joue dans trois films : le premier est Sarforash, où elle donne la réplique à Aamir Khan. Le film, réalisé par John Mathew Mathan, traite habilement du terrorisme qui touche l'Inde et offre des paysages à couper le souffle (Rajasthan, Delhi et l'Andhra Pradesh). Il est acclamé par la critique et est un triomphe au box-office. Concernant la performance de Sonali Bendre, certains critiques regrettent le fait que ses scènes soient limitées et qu'elle ne soit que la belle « potiche » du héros. La majorité des critiques trouvent néanmoins que l'actrice offre une performance correcte. Puis elle remplace au pied levé Raveena Tandon dans Hum Saath-Saath Hain : We Stand United aux côtés de Salman Khan, Karisma Kapoor, Tabu et Saif Ali Khan. Ce mélodrame familial reçoit des critiques mitigées qui lui reproche de mettre en avant la culture archaïque de l'Inde. Néanmoins certains critiques apprécient les messages qui prônent l'amour maternel. Sonali Bendre y interprète Preeti, une étudiante en médecine promise au personnage joué par Salman Khan. Toutefois, ce rôle ne lui offre presque aucune possibilité de montrer ses talents d'interprète, cas ses scènes sont assez courtes. Le film connaît toutefois un très grand succès au box-office en écrasant la concurrence. Les recettes dépassant le milliard de roupies. Grâce au succès financier du film, Sonali Bendre est plus populaire que jamais auprès des masses. En revanche, Dahek est un désastre au box-office et le film ne plaît pas non plus à la critique qui lui reproche d'être une pale imitation mal faite de l'excellent Bombay. Enfin  Bendre s'impose dans l'industrie de Kollywood avec Kadhalar Dhinam.

### Progression difficile et seconds rôles (2000-2004)

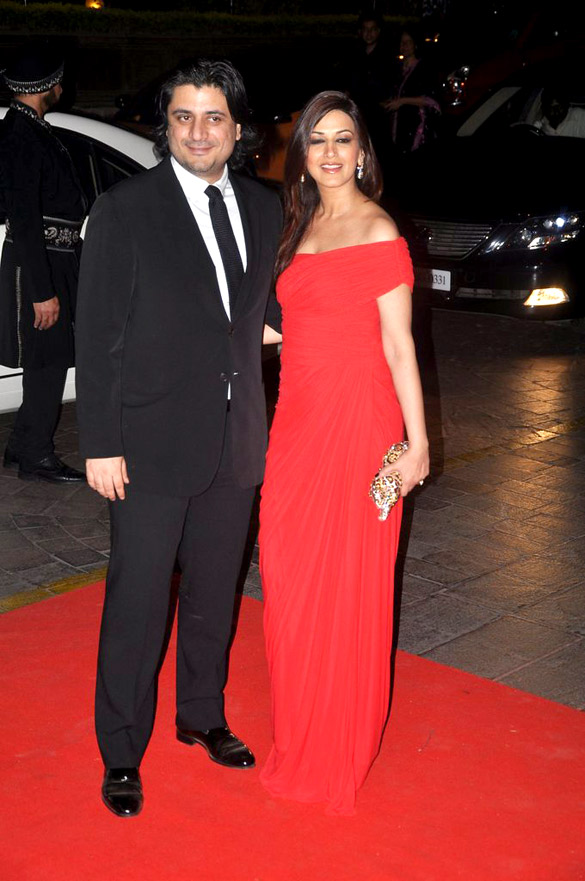
Sonali Bendre et son époux Goldie Behl à la fête d'anniversaire de Karan Johar en 2012.

Sonali Bendre ouvre l'année 2000 avec Dil Hi Dil Mein qui est fraîchement accueilli par la critique et le public. Selon la revue Rediff, « Sonali Bendre semble être mal à l'aise, affectée par la présence de son héros, qui a l'air beaucoup plus jeune et, par conséquent aucune crédibilité n'est constatée. Kunal et Sonali sont si fades dans leurs scènes d'amour qu'ils ressemblent à des tops modèles dans une publicité ».
Puis Sonali Bendre partage l’affiche avec Anil Kapoor et Aishwarya Rai dans le film Hamara Dil Hait Paas Aapke où elle joue le second rôle féminin. Le film est un succès commercial et critique. La revue Rediff estime qu'« en dépit d'un rôle assez minime, Sonali Bendre offre une belle performance ». Pour son jeu, Sonali Bendre remporte le Star Screen Award de la meilleure actrice dans un second rôle féminin.
Elle retrouve ensuite Govinda dans Jis Desh Mein Ganga Rehta Hait ; le film échoue à séduire le public et la critique, qui note le manque d'alchimie des deux acteurs. Toujours en 2000, l'actrice joue le rôle de Kiran dans son premier film en langue kannada, Preethse, qui connaît un certain succès commercial.
N'alignant pas de véritables succès où elle tient le rôle principal, sa carrière bollywoodienne décline. Aussi en 2001 elle fait ses débuts à Tollywood avec Murari, qui s'avère être un hit au box-office. Sonali Bendre réussit à signer dans la comédie Love Ke Liye Kuch Bhi Karega où elle joue le rôle de l'épouse de Sapna, le personnage incarné par Saif Ali Khan. Le film est toutefois un échec commercial et la critique reproche à l'actrice de n’être que le faire-valoir du héros. Après une performance très remarquée dans le long métrage Lajja, elle est la vedette de Tera Mera Sath Rahen, qui est un désastre commerciale ; elle y retrouve son acolyte Ajay Devgan.
En 2002, l'actrice ne tourne que dans des films de Kollywood, avec notamment Indra, gros succès dans les salles du Sud de l'Inde.
Entre 2003 et 2004, sa carrière semble définitivement terminée : l'actrice ne se contente que de faire des apparitions spéciales dans des grosses productions de Bollywood comme New York Masala (Kal Ho Naa Ho) ou de tourner dans films en marathi, sa langue maternelle, avec Anahat. Son seul long métrage de Bollywood où elle tient un rôle notable est Chori Chori avec Ajay Devgan, mais le film passe inaperçu.

### Vie privée
Après une relation de plusieurs mois, Sonali Bendre épouse l'acteur-réalisateur Goldie Behl (en) le 12 novembre 2002 ; puis le 11 août 2005 elle donne naissance à un fils, Ranveer.

## Filmographie
- 1994 : Aag
- 1994 : Naaraaz
- 1995 : The Don
- 1995 : Gadaar
- 1995 : Takkar
- 1995 : Bombay
- 1996 : Rakshak : Dr Pooja Malhotra
- 1996 : English Babu Desi Mem : Bijuriya
- 1996 : Diljale : Radhika
- 1996 : Apne Dam Par :Apparition spéciale
- 1996 : Sapoot : Kajal
- 1997 :  Bhai : Meenu
- 1997 : Tarazu : Pooja
- 1997 : Qahar : Neelam
- 1998 : Keemat : Mansi
- 1998 : Duplicate : Lily
- 1998 : Humse Badhkar Kaun : Anu
- 1998 : Major Saab : Nisha
- 1998 : Angaaray : Roma
- 1998 : Zakhm : Soniya
- 1999 : Love You Hamesha : Shivani
- 1999 : Kadhalar Dinam
- 1999 : Hum Saath-Saath Hain : We Stand United : Preeti
- 1999 : Dahek : A Burning Passion : Sabina Bahkshi
- 1999 : Sarfarosh : Seema
- 2000 : Dil Hi Dil Mein : Roja
- 2000 : Chal Mere Bhai : Apparition spéciale
- 2000 : Hamara Dil Aapke Paas Hai : Khushi
- 2000 : Dhaai Akshar Prem Ke : Nisha (Apparition spéciale)
- 2000 : Jis Desh Mein Ganga Rehta Hain : Saawni
- 2001 : Murari : Vasundhara
- 2001 : Kya Masti Kya Dhum(série TV)
- 2001 : Love Ke Liye Kuchh Bhi Karega
- 2001 : Lajja : Apparition spéciale
- 2001 : Tera Mera Saath Rahen : Madhuri
- 2002 : Indra : Pallavi
- 2002 : Khadgam : Swathy
- 2002 : Manmadhudu : Harika
- 2003: Anaahat : la reine Sheelavati
- 2003 : Palnati Brahmanayudu
- 2003 : Chori Chori : Pooja
- 2003 : New York Masala (Kal Ho Naa Ho) : Priya
- 2004 : Shankar Dada MBBS : Dr Sunitha

## Distinctions
- Filmfare Awards
  - 1995 : Meilleur espoir féminin pour Aag
- Star Screen Awards
  - 1995 : Meilleure espoir féminin pour Aag
  - 2001 : Meilleure actrice dans un second rôle pour Hamara Dil Hait Paas Aapke
  - 2004 : Meilleure actrice féminine dans un film marathi pour Anahat